# Budagowo
Budagowo (ros. Будагово) – wieś (sieło) w Rosji, w obwodzie irkuckim, w rejonie tułuńskim. W 2010 liczyła 1276 mieszkańców.